# Stephanopis
Stephanopis är ett släkte av spindlar. Stephanopis ingår i familjen krabbspindlar.

## Dottertaxa tillStephanopis, i alfabetisk ordning[1]
- Stephanopis acanthogastra
- Stephanopis ahenea
- Stephanopis altifrons
- Stephanopis angulata
- Stephanopis antennata
- Stephanopis armata
- Stephanopis aruana
- Stephanopis aspera
- Stephanopis badia
- Stephanopis barbipes
- Stephanopis bella
- Stephanopis bicornis
- Stephanopis borgmeyeri
- Stephanopis bradleyi
- Stephanopis cambridgei
- Stephanopis championi
- Stephanopis cheesmanae
- Stephanopis clavata
- Stephanopis colatinae
- Stephanopis congoensis
- Stephanopis corticalis
- Stephanopis cristipes
- Stephanopis depressa
- Stephanopis ditissima
- Stephanopis elongata
- Stephanopis erinacea
- Stephanopis exigua
- Stephanopis fissifrons
- Stephanopis furcillata
- Stephanopis hystrix
- Stephanopis lata
- Stephanopis longimana
- Stephanopis macleayi
- Stephanopis macrostyla
- Stephanopis malacostracea
- Stephanopis maulliniana
- Stephanopis minuta
- Stephanopis monticola
- Stephanopis monulfi
- Stephanopis nigra
- Stephanopis nodosa
- Stephanopis obtusifrons
- Stephanopis octolobata
- Stephanopis ornata
- Stephanopis palliolata
- Stephanopis parahybana
- Stephanopis pentacantha
- Stephanopis quimiliensis
- Stephanopis quinquetuberculata
- Stephanopis renipalpis
- Stephanopis rhomboidalis
- Stephanopis rufiventris
- Stephanopis salobrensis
- Stephanopis scabra
- Stephanopis secata
- Stephanopis spissa
- Stephanopis stelloides
- Stephanopis thomisoides
- Stephanopis trilobata
- Stephanopis tuberculata
- Stephanopis verrucosa
- Stephanopis weyersi
- Stephanopis vilosa
- Stephanopis yulensis